# Literatura LGBT

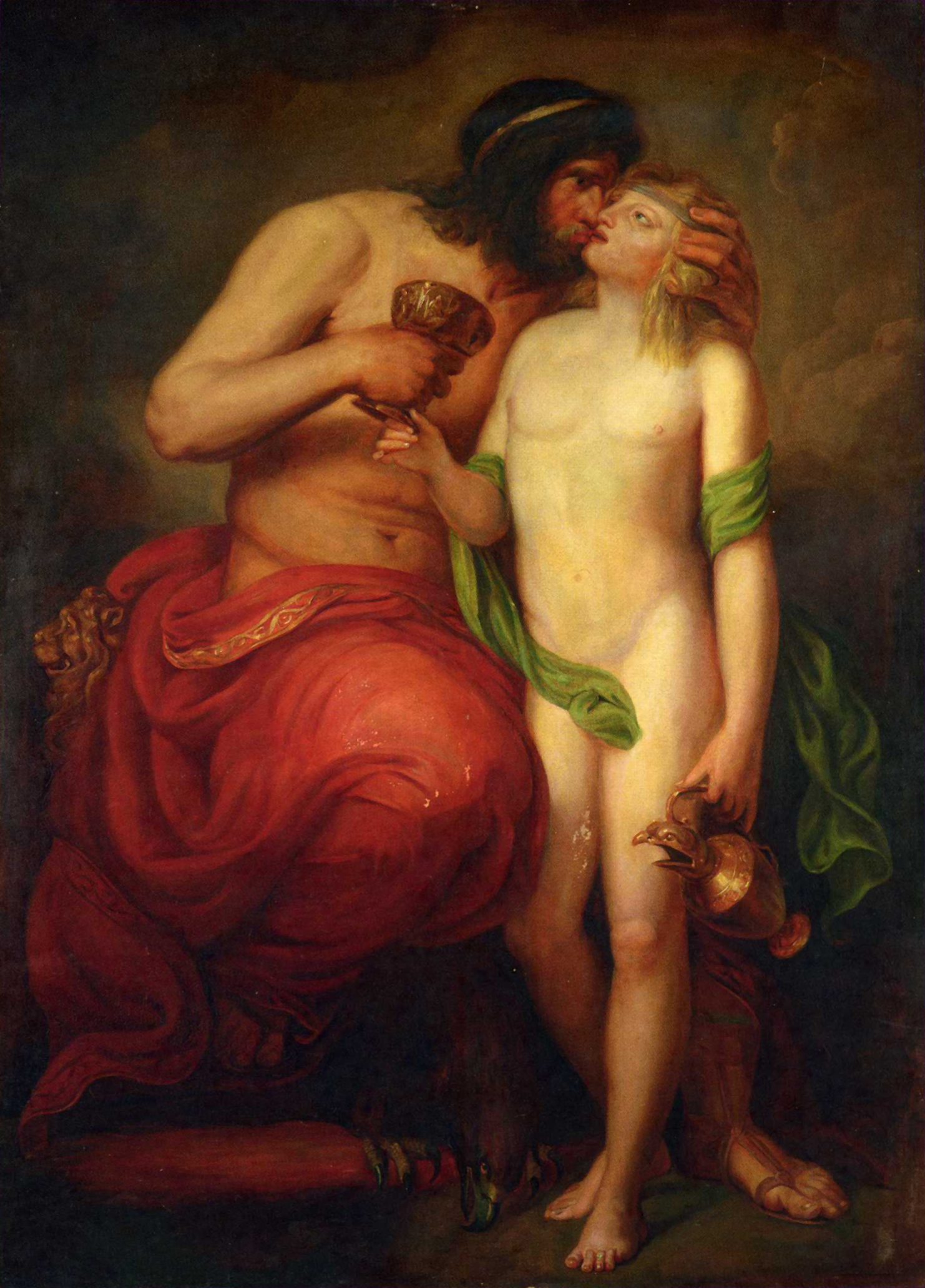
Zeus beijando Ganimedes, a quem ele sequestrou e tornou seu amante, segundo a mitologia grega

Literatura LGBT é um termo genérico que se refere a obras literárias escritas por um autor que, independentemente de sua orientação sexual ou identidade de gênero, reflete o modo de vida das pessoas LGBTQIA+. No mundo acadêmico, o termo não é considerado um gênero literário, mas sim uma simples convenção cultural que se refere ao conteúdo de romances, contos, poemas ou ficção em geral. A homossexualidade masculina tem tradicionalmente tido maior representação do que a homossexualidade feminina.

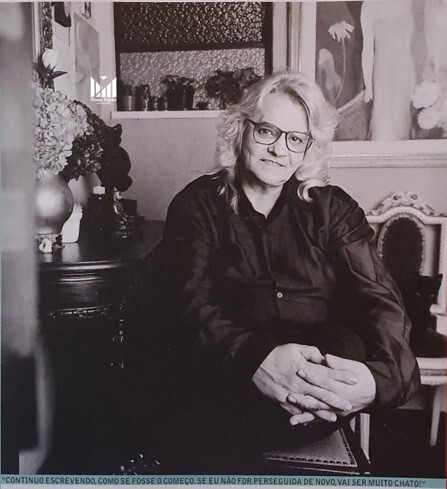
Escritora brasileira lésbica Cassandra Rios em retrato frontal. Conhecida por escrever diversas obras da literatura lésbica durante a ditadura civil-militar no Brasil.

## Literatura lésbica
A literatura lésbica, outras vezes chamada de literatura sáfica, retrata relações entre mulheres, com personagens lésbicas ou bissexuais dentro da temática. Diversos gêneros estão inclusos, tais como ficção histórica, ficção científica, fantasia, horror e romance.

## Literatura gay
A literatura gay inclui aquelas obras cujo conteúdo retrata a homossexualidade masculina, apresentando-se nos personagens, enredos e/ou temas. Historicamente teve maior representatividade que a literatura lésbica.

## Literatura bissexual
A literatura bissexual é um subgênero da literatura LGBT que inclui obras literárias e autores que abordam o tema da bissexualidade ou birromanticidade. Isso inclui personagens, enredos e/ou temas que retratam o comportamento bissexual em homens e mulheres.
A literatura bissexual inclui obras que apresentam a bissexualidade como ponto principal da trama, bem como obras com personagens bissexuais importantes.
Embora existam exemplos notáveis de homens e mulheres que manifestaram interesse romântico e sexual em ambos os géneros nas primeiras obras literárias, o recente catalisador dos movimentos LGBT inspirou uma onda de mais literatura LGBT. Embora a maioria destas obras literárias se concentrem nas relações lésbicas e gays, a a identidade monodissidente está lentamente a aumentar e a tornar-se mais visível na literatura e nos indivíduos.

## Literatura transgênero

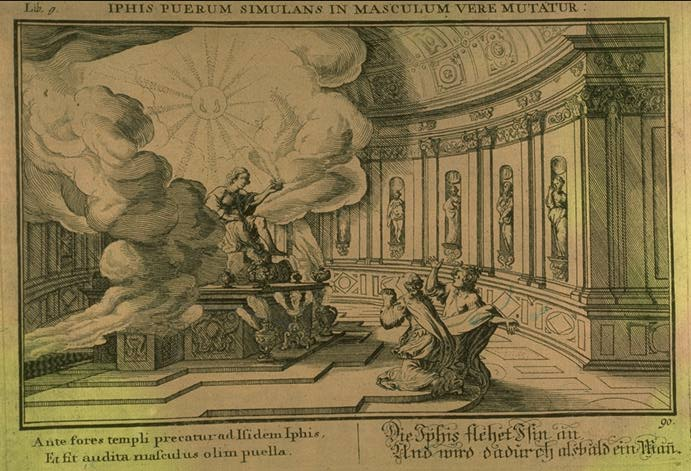
Ísis mudando o sexo de Iphis. Gravura de Bauer para a edição de 1703 de Metamorfoses

A literatura transgênero é entendida como a produção literária dirigida, escrita por ou retrata pessoas de identidades de gênero diversas. As representações na literatura de pessoas mudando de gênero existem há milhares de anos, talvez aparecendo pela primeira vez no livro Metamorfoses, do poeta romano Ovídio.
O surgimento da literatura transgênero como gênero próprio dentro da literatura LGBT ocorreu na década de 2010, quando o número de obras voltadas ao tema experimentou acentuado crescimento e diversificação, acompanhado de maior interesse acadêmico e geral pela área e de um processo de diferenciação com o restante. da literatura LGBT, o que levou a um foco maior em livros de autores transgêneros escritos para um público transgênero.